# 파주시 을
파주시 을은 대한민국의 국회의원 선거구이다. 경기도 파주시의 일부 지역을 관할한다.  본 선거구의 제22대 국회의원은 더불어민주당의 박정이다.

## 역사
제19대 국회의원 선거를 앞두고 파주시 선거구가 갑, 을로 분구되면서 신설되었다.
제22대 국회의원 선거를 앞두고 파주시 갑 선거구에서 조리읍, 광탄면, 탄현면을 편입했다.

## 관할 구역
| 대수      | 관할 구역 |
| --------- | --- |
| 19대~21대 | 파주시 문산읍, 법원읍, 파주읍, 월롱면, 적성면, 파평면, 군내면, 진동면, 금촌1동, 금촌2동, 금촌3동                 |
| 22대~     | 파주시 문산읍, 조리읍, 법원읍, 파주읍, 광탄현, 탄현면, 월롱면, 적성면, 파평면, 장단면, 금촌1동, 금촌2동, 금촌3동 |

## 역대 국회의원
| 선거   | 정당 | 정당         | 의원   |
| ------ | ---- | ------------ | ------ |
| 2012년 |      | 새누리당     | 황진하 |
| 2016년 |      | 더불어민주당 | 박정   |
| 2020년 |      | 더불어민주당 | 박정   |
| 2024년 |      | 더불어민주당 | 박정   |

## 역대 선거 결과

### 대한민국 제19대 국회의원 선거
|  | 53.78% |

|  | 46.21% |

2012년 대한민국 제19대 국회의원 선거 선거 결과 새누리당 황진하 후보가 당선되었다. 3선으로, 황진하 당선자는 2004년 17대 총선에서는 한나라당 비례대표로 당선되었으며, 2008년 18대 총선에서는 경기 파주시 지역구에서 당선되면서 국회의원을 지냈다.

### 대한민국 제20대 국회의원 선거
|  | 47.10% |

|  | 40.32% |

|  | 12.57% |

2016년 4월 13일 대한민국 제20대 국회의원 선거 결과, 더불어민주당 박정 후보가 득표수 39,702표, 47.10% 득표율로 당선되었다.

### 대한민국 제21대 국회의원 선거
|  | 54.33% |

|  | 44.29% |

|  | 1.36% |

2020년 4월 15일 대한민국 제21대 국회의원 선거 결과, 더불어민주당 박정 후보가 득표수 48,569표, 54.33% 득표율로 당선되면서 재선되었다.

### 대한민국 제22대 국회의원 선거
|  | 54.83% |

|  | 45.16% |

2024년 2월 21일, 더불어민주당은 박정 후보자를 단수 공천하였다. 한편 국민의힘은 2024년 3월 12일, 경선을 통하여 한길룡 후보를 공천했다. 한길룡 후보자는 제9대 경기도의원(2014. 7.~2018. 6.)을 지냈다.
2024년 4월 10일, 대한민국 제22대 국회의원 선거 결과, 더불어민주당 박정 후보가 득표 수 64,741표, 54.83% 득표율로 당선되면서 3선 고지에 올랐다. 국민의힘 한길룡 후보자는 53,314표, 득표율 45.16%를 기록하였다. 두 후보간 표 차이는 11,427표이다.

## 같이 보기
- 경기도의 선거구
- 파주시
- 파주시의 국회의원